# Dumnycia
Dumnycia (ukr. Думниця) – wieś na Ukrainie, w obwodzie lwowskim, w rejonie złoczowskim(do 2020 roku w rejonie buskim).
Do 1946 roku miejscowość nosiła nazwę Kolonia (ukr. Колонія, Kołonija).